# جاك ديكر
جاك ديكر هو محامي وسياسي سويسري، ولد في يوليو 1879 في خوتين في أوكرانيا، وتوفي في 17 نوفمبر 1942 في جنيف في سويسرا. نشط حزبياً في الحزب الاشتراكي الديمقراطي السويسري. وقد انتخب عضو المجلس الوطني السويسري ‏.